# قار دوریخت
قار دوریخت (نام علمی: Egretta dimorpha) نام یک گونه از سرده قار است.